# Skala G
Skala G eller spor G er modeltog med sporvidden 45 mm og tillempet størrelsesforholdet 1:22,5. G står for der tyske ord groß, der betyder stor, men tolkes ofte også som Gartenbahn, havebane. Den er da også et populært valg til sådanne baner, der kan bygges som fast integrerede dele af haver eller midlertidigt på græsplæner. Indendørs brug er dog også fuldt muligt, om end størrelsen kræver noget plads.

## Generelt
Den europæiske organisation MOROP har fastsat normer for modeltog i en række forskellige skalaer, heriblandt skala 2 der er i størrelsesforholdet 1:22,5. Sporvidden for normalspor (1435 mm) er her på 64 mm, hvortil så kommer forskellige typer smalspor. En af disse er skala 2m, der svarer til meterspor (1000 mm), og som har sporvidden 45 mm.
Skala G er flere producenters egen udgave af skala 2m. Man har beholdt sporvidden 45 mm men opererer med forskellige størrelsesforhold, alt efter om togene i virkeligheden kører på normalspor, meterspor eller smallere sporvidder som 914 mm eller 750 mm. Udgangspunktet er ganske vist stadig størrelsesforholdet 1:22,5 men i praksis bruges også størrelsesforhold som 1:20,32, 1:24 og 1:29 alt afhængig af producenten og hvilken virkelig sporvidde et givet tog er til. Dertil kommer så modeller, der ikke har noget videre med virkeligheden at gøre men primært er beregnet til leg.
Skala G blev introduceret i 1968 af firmaet LGB og var fra starten beregnet til både indendørs og udendørs brug. Senere er en række andre producenter som Piko, Peco, Aristo-Craft og Bachmann kommet til. Togene laves især efter tyske, schweiziske og nordamerikanske forbilleder som f.eks. tyske Harzer Schmalspurbahnen og schweiziske Rhätische Bahn. Sporene er typisk lavet af messing, der gør af de Kan holde til at ligge ude i alt slags vejr. Alternativt kan de været lavet af det billigere aluminium eller det dyrere men mere holdbare rustfrit stål.
Også den tyske legetøjsproducent Playmobil gjorde fra 1980 brug af skala G med forskellige tog tilpasset deres figurer, f.eks. med små toakslede damp- og diesellokomotiver med tilhørende gods- og personvogne. Dertil kom så forskelligt tilbehør som stationer og jernbaneoverskæringer. Fra 1988 til 1997 blev der også lavet tog i Western-stil passende til producentens andre sæt med cowboys og indianere. Fra 1997 gik Playmobil over til fjernstyrede batteridrevne tog og plastikskinner. Størrelsen var dog den samme, så nogle af vognene blev i programmet endnu nogle år.